# Наперальский, Гжегож
Гжегож Бернард Наперальский (пол. Grzegorz Bernard Napieralski, [ˈɡʐɛɡɔʂ napjɛˈralski]; род. 18 марта 1974, Щецин) — польский политик, бывший лидер Союза демократических левых сил, член Сената в 2015—2019 годах, депутат Сейма в 2001—2015 и вновь с 2019 года, кандидат на президентских выборах 2010 года и президентских выборах 2020 года.

## Биография
В 1995—1999 годах был секретарём щецинского отделения партии Социал-демократия Республики Польша (входила в СДЛС), окончил Щецинский университет в 2000 году (магистр политологии). В 2002 году стал помощником западно-поморского воеводы. В 2004 году, после перехода Богуслава Либерадзского в Европейский парламент, Наперальский был избран в Сейм; переизбирался на выборах в Польше 2005 и 2007 годов. С 2009 года возглавлял фракцию СДЛС в Сейме.
В 2004 году стал заместителем председателя СДЛС, в 2005 году — генеральным секретарём (высшая техническая должность в партии), а 31 мая 2008 года был избрано новым руководителем партии. 22 апреля 2010 года, после гибели в авиакатастрофе под Смоленском кандидата в президенты от СДЛС Ежи Шмайдзиньского стал новым кандидатом от партии. В поддержку своей кандидатуры Наперальский собрал более 380 тысяч подписей при требуемых 100 тысячах. Кандидатуру Наперальского поддержали также Партия регионов, партия «Уния труда», генерал Войцех Ярузельский, Зелёные 2004 и другие общественные и политические силы. Наперальский, который был самым молодым кандидатом в президенты, вёл активную предвыборную кампанию в Интернете и сделал ставку на молодых избирателей. Аналитики назвали Наперальского главным открытием выборов. На президентских выборах Наперальский занял третье место, получив 2 299 870 (13,68 %) голосов.
В октябре 2011 года возглавляемая им партия на парламентских выборах заняла пятое место с 8,25 % голосов избирателей и получила 27 мест в Сейме. В Сенате партия мест не получила. Наперальский признал крупное поражение своей партии и призвал к обновлению её руководства.
В 2015 году покинул СДЛС, создал новую партию «Бело-красные» и при поддержке Гражданской платформы избран в Сенат от 98 округа Поморского воеводства.
До конца июля 2019 года оставался независимым сенатором. В ноябре 2019 года избран в Сейм от Польской инициативы. В парламенте вошёл в парламентскую фракцию Гражданской коалиции.
Женат, имеет двух дочерей.